# 交野時万
交野時万（かたの ときつむ、天保3年5月19日（1832年6月17日） - 大正3年（1914年）1月17日）は、幕末から明治時代にかけての公卿、華族（子爵）。
安政5年（1858年）、日米修好通商条約締結に反対し、父の交野時晃とともに廷臣八十八卿列参事件に参加した。明治維新後は議奏に任ぜられ、氷川神社大宮司を務め、子爵に列する。明治21年（1888年）には御歌所の参侯に任ぜられた。

## 官歴
- 天保8年（1837年）：従五位下
- 天保13年（1842年）：従五位上、伊予権守
- 弘化3年（1846年）：正五位下
- 嘉永2年（1849年）：左馬頭
- 嘉永3年（1850年）：従四位下
- 安政元年（1854年）：従四位上、少納言、侍従
- 安政5年（1858年）：正四位下
- 文久2年（1862年）：従三位
- 慶應2年（1866年）：左京大夫、正三位
- 明治17年（1884年）7月8日：子爵[2]
- 明治28年（1895年）9月30日：従二位[3]
- 明治41年（1908年）5月30日：正二位[4]

## 系譜
- 父：交野時晃
- 妻：繁子（池尻延房の娘）
- 子：交時時熈
- 子：交野時正